# Good-bye Tears
『Good-bye Tears』（グッバイ・ティアーズ）は、高橋由美子の通算14枚目のシングル。1994年4月21日発売。発売元はビクターエンタテインメント。

## 概要
テレビ東京系アニメ『覇王大系リューナイト』の前期オープニングテーマ。高橋にとって『魔神英雄伝ワタル2』以来のアニメタイアップである。

## 収録曲
1. Good-bye Tears
  - 作詞：柚木美祐、作曲：工藤崇、編曲：岩本正樹

テレビ東京系アニメ『覇王大系リューナイト』前期オープニングテーマ
2. ポイント1
  - 作詞：柚木美祐、作曲：松原みき、編曲：岩本正樹

OVA『覇王大系リューナイト アデュー レジェンド』エンディングテーマ